# پیلنیتس
پیلنیتس (به آلمانی: Pillnitz) یک منطقهٔ مسکونی در آلمان است که در درسدن واقع شده‌است. پیلنیتس ۳٬۴۰۷ نفر جمعیت دارد.